# Spilosoma papyracea
Spilosoma papyracea là một loài bướm đêm thuộc phân họ Arctiinae, họ Erebidae.